# Callocleonymus ianthinus
Callocleonymus ianthinus är en stekelart som beskrevs av Yang 1996. Callocleonymus ianthinus ingår i släktet Callocleonymus och familjen puppglanssteklar. Inga underarter finns listade.